# Bora Pro Jogo
Bora Pro Jogo é um telejornal esportivo produzido pela TV Globo e exibido desde 29 de março de 2025 nas tardes de domingo e esporadicamente aos sábados, antes da exibição das partidas de futebol na emissora. Atualmente é apresentado por Tiago Medeiros em sua exibição nacional e pelos próprios narradores da Globo como Luís Roberto, Renata Silveira, Everaldo Marques e Gustavo Villani nas edições regionalizadas, com cada uma durando 15 minutos.

## História

### Produção
Após ser observado o crescimento nos índices de audiência com os pré-jogos transmitidos nas tardes de domingo e visando a maior exposição das marcas, a TV Globo anunciou em outubro de 2024 a criação de um programa antecedendo as transmissões do futebol, em um formato parecido com o Segue o Jogo, exibido nas quartas-feiras à noite após as transmissões de futebol. A medida era um pedido antigo dos telespectadores da emissora, já que até então, as partidas de futebol eram antecedidas pelo Domingão do Faustão, a Temperatura Máxima, os realitys como o The Voice Brasil The Voice Kids e +, o The Masked Singer Brasil e o Domingão com Huck.

### Formato
O programa possui duas partes de 15 minutos cada. A primeira é apresentada por Tiago Medeiros direto do gramado do Estádio Jornalista Mário Filho em caso de partidas por lá ou em outros estádios, contando com os repórteres da Globo espalhados em pontos estratégicos e a interação da equipe que comandará as partidas, e a segunda parte é comandada pelos narradores da emissora, acompanhado dos comentaristas, sendo esta última regional, marcando o início da divisão de rede para as transmissões dos jogos.